# لومون
پارک سولومون (کره‌ای: 박솔로몬; انگلیسی: Park Solomon؛ زادهٔ ۱۱ نوامبر ۱۹۹۹)، همچنین با نام هنری سولومون (کره‌ای: 로몬) نیز شناخته می‌شود، بازیگر و مدل اهل کره جنوبی متولد ازبکستان است.  او که در سال ۲۰۱۴ حرفهٔ خود را آغاز کرد، به خاطر نقش‌های اصلی‌اش در انتقام شیرین (۲۰۱۷) و ما همه مرده‌ایم (۲۰۲۲) شناخته می‌شود.

## اوایل زندگی
پارک زادهٔ ۱۱ نوامبر ۱۹۹۹ در ازبکستان است. در دوران کودکی، او و خانواده‌اش در روسیه زندگی می‌کردند و بعدها به کره جنوبی نقل مکان کردند.

## فیلم‌شناسی

### فیلم
| سال  | عنوان              | نقش      | توضیحات | منابع |
| ---- | ------------------ | -------- | ------- | ----- |
| ۲۰۱۵ | خانهٔ خالی          | یون چان  |         | [ ۷ ] |
| ۲۰۱۵ | از زمین تا کهکشان  | جیگو     |         | [ ۸ ] |
| ۲۰۱۶ | داستان‌های ترسناک ۳ | پی‌زد۳۰۰۰ |         | [ ۴ ] |

### مجموعه‌های تلویزیونی
| سال  | عنوان             | نقش                     | شبکه       | منابع  |
| ---- | ----------------- | ----------------------- | ---------- | ------ |
| ۲۰۱۴ | عروس قرن          | چوی کانگ-جو (جوانی)     | تی‌وی چوسان | [ ۴ ]  |
| ۲۰۱۴ | ۴ جادوگر افسانه‌ای | ما دو-هیون (جوانی)      | ام‌بی‌سی     | [ ۴ ]  |
| ۲۰۱۵ | پزشکان            | هونگ جی-هونگ (نوجوانی)  | اس‌بی‌اس     | [ ۹ ]  |
| ۲۰۱۶ | لویی پادشاه خرید  |                         | ام‌بی‌سی     |        |
| ۲۰۱۷ | نگهبانان          | یون شی-وان              | ام‌بی‌سی     | [ ۱۰ ] |
| ۲۰۱۷ | انتقام شیرین      | شین جی-هون              | Oksusu     | [ ۵ ]  |
| ۲۰۱۹ | لوکیسم            | «هندسام» تو ون شوآی/کیس | وی‌تی‌وی     | [ ۴ ]  |
| ۲۰۲۲ | ما همه مرده‌ایم    | لی سو-هیوک              | نتفلیکس    | [ ۱۱ ] |
| ۲۰۲۲ | انتقام از دیگران  | جی سو-هیون              | دیزنی پلاس | [ ۱۲ ] |

## جوایز و نامزدی‌ها
| سال  | مراسم جوایز                    | دسته               | اثر      | نتیجه    | منابع  |
| ---- | ------------------------------ | ------------------ | -------- | -------- | ------ |
| ۲۰۱۷ | سی و ششمین جوایز درامای ام‌بی‌سی | بهترین بازیگر جوان | نگهبانان | نامزدشده | [ ۱۳ ] |